# 비고 모텐슨
비고 모텐슨(덴마크어, 영어: Viggo Mortensen Jr., 1958년 10월 20일 ~ )은 미국과 덴마크 국적의 배우, 음악가, 영화 감독, 시인, 화가이다. 피터 잭슨 감독의 반지의 제왕 영화 삼부작의 아라곤 역으로 가장 잘 알려져 있다. 아버지가 덴마크인 이나 본인은 미국 태생. 외국어에 상당히 능숙하다(덴마크어,영어,스페인어, 이태리어 등). 특히 소년기는 아르헨티나 북부에서 자라 아르헨티나 원어민 수준의 스페인어 어휘력을 구사한다.

## 출연 작품
- 위트니스 (1985) - 모지즈 역
- 셀베이션 (1987)
- 킬 나이트 (1989)
- 텍사스 전기톱 학살 3 (1990)
- 칼리토 (1993)
- 크림슨 타이드 (1995)
- 알비노 앨리게이터 (1996)
- 여인의 초상 (1996)
- 지.아이. 제인 (1997)
- 싸이코 (1998)
- 28일 동안 (2000)
- 반지의 제왕: 반지 원정대 (2001) - 아라곤 역
- 반지의 제왕: 두 개의 탑 (2002) - 아라곤 역
- 반지의 제왕: 왕의 귀환 (2003) - 아라곤 역
- 히달고 (2004)
- 폭력의 역사 (2005)
- 알라트리스테 (2006)
- 이스턴 프라미스 (2007)
- 더 로드 (2009)
- 데인저러스 메소드 (2011)
- 온 더 로드 (2012)
- 에브리바디 해즈 어 플랜 (2012) - 아구스틴/ 페드로 역
- 캡틴 판타스틱 (2016) - 벤 캐시 역
- 그린 북 (2018) - 토니 발레롱가 역
- 폴링 (2020) - 존 피터슨 역 / 감독 데뷔작
- 미래의 범죄들 (2022) - 솔 텐서 역
- 서틴 라이브즈 (2022) - 리처드 스탠턴 역

## 서훈
- 2010년 다네브로 훈장 6등급(Ridder[주 1] af Dannebrog) 수훈